# Димний привид
«Димний привид» (англ. Smoke Ghost) — містичне оповідання Фріца Лайбера, вперше опубліковане в жовтні 1941 року журналом «Unknown Worlds».

## Сюжет
Містер Рен, у якого були з дитинства відхилення психічного розвитку, починає бачити привидів у індустріальному ландшафті свого міста.
Вони йому ввижаються у залишених мішках з вугіллям, чорному димі заводських труб та у слідах сажі на чистих поверхнях.
Привиди відображають проблеми тогочасного міста: бідність, тяжкі умови праці, безробіття.
Привиди починають його переслідувати усюди.
Містер Рен розмірковує, що їм потрібно від нього: жертви, поклоніння чи достатньо просто страху.